# Artrite reativa
Artrite reativa, ou Síndrome de Reiter, é uma artrite inflamatória que se desenvolve em resposta a uma infecção noutra parte do corpo. Afeta entre 1 e 4% dos pacientes após uma infecção bacteriana aguda intestinal ou urogenital e é mais comum em homens (4:1) entre 20 e 40 anos.
Esta síndrome foi descrita pela primeira vez em 1916, a partir de prisioneiros de guerra da Primeira Grande Guerra. 

## Causa
A artrite reativa está associada com o antígeno HLA-B27 e é induzida por infecções bacterianas, como Campylobacter, Chlamydia trachomatis, Shigella ou Salmonella.  
A Clamydia trachomatis é provavelmente o agente infeccioso urogenital mais frequente, enquanto os agentes infecciosos intestinais mais frequentes são  Shigella, a Salmonella e o Campylobacter.

## Sinais e sintomas
Caracteriza-se pelo aparecimento repentino de inflamações assimétricas reativas da área ao redor das articulações e acompanhados de envolvimento da pele, mucosas, olhos e das vias urinárias.
A afecção é mais comum em adultos jovens. A artrite é assimétrica e afeta, principalmente, as articulações dos pés, joelhos e tornozelos. A conjuntivite e artrite aparecem, habitualmente, cerca de três semanas após uma infecção intestinal ou urinária. 
Os sintomas mais freqüentes são:
- Inflamação em várias articulações, principalmente no quadril e em outras grandes articulações;
- Conjuntivite e outras inflamações oftalmológicas;
- Inflamações do sistema urinário.

## Diagnóstico
Não existe nenhum exame específico para a doença, porém a constatação do antígeno HLA-B27 em um homem jovem com alterações psoriasiformes, associadas a infecções oculares e articulares, ajuda a estabelecer o diagnóstico.
O American College of Rheumatology publicou diretrizes com sensibilidade e especifidade de vários critérios diagnósticos: 
| Método de diagnóstico                                                                                                  | Sensibilidade | Especificidade |
| --- | ------------- | -------------- |
| 1. Episódio de artrite com duração superior a 1 mês com uretrite ou cervicite                                          | 84,3%         | 98,2%          |
| 2. Episódio de artrite com duração superior a 1 mês com a presença de uretrite, ou cervicite ou conjuntivite bilateral | 85,5%         | 96,4%          |
| 3. Episódio de artrite, conjuntivite e uretrite                                                                        | 50,6%         | 98,8%          |
| 4. Episódio de artite com duração superior a 1 mês, conjuntivite e uretrite                                            | 48,2%         | 98,8%          |

## Tratamento
Conforme a causa e severidade pode ser tratada com anti-inflamatórios e analgésicos como paracetamol ou imunossupressores como metotrexato. Mesmo sem tratamento específico, costuma ser auto-limitada, melhorando após 3 a 12 meses, sendo raramente fatal mesmo em pacientes debilitados. Porém, tem alta chance de voltar, re-aparecendo em 15 a 50% dos pacientes.
Geralmente, as lesões cutâneas apresentam o aspecto psoriasiforme e as plantas dos pés são especialmente comprometidas, onde recebem o nome de keratoma blennorhagica. Também podem ocorrer no pênis e escroto. Balanite circinada é o mais comum dos achados cutâneos. As unhas também podem ser afetadas, com o aparecimento de uma hiperceratose sub-unqueal e algumas vezes onicolise, lembrando o Psoriasis, no entanto as depressões características do Psoríase não são encontradas. Uretrite e prostatite podem ser freqüentemente encontrados. A lesão ocular dominante da Síndrome é a conjuntivite, de intensidade variável, que regride, habitualmente, com facilidade.
O uso de antibióticos pode ser desnecessário em caso de infecções leves que o próprio organismo consegue eliminar (como shigelose). 

Entretanto, estudos no final dos anos 80 e início da década de 90  mostraram que artrite reativa induzida por Clamydia estariam associados a uma infecção crônica nas juntas dos pacientes. Tal fato, que corresponde a uma mudança radical na visão da doença, de um processo auto-imune para uma infecção crônica, não foi bem aceito pela comunidade médica. Estudos limitados, onde pacientes foram submetidos a tratamentos utilizando um único antibiótico por períodos de 3 meses em geral não levou a uma melhora nos sintomas, corroborando para visão da doença como auto-imune. No entanto, estudos seminais por Carter e colaboradores nos anos 2000 mudaram a situação. Estes pesquisadores mostraram que é possível curar artrite reativa crônica usando uma combinação de antibióticos, incluindo a rifampicina, durante um período de 6 meses., Apesar deste avanço radical, a comunidade médica continua a ver artrite reativa como uma doença auto-imune, tratando os sintomas, e não a causa do problema.

Exercícios e fisioterapia associados ao uso de anti-inflamatórios não-esteroides são importantes adjuvantes.